# Империал (гостиница, Одесса)
Империа́л (в советский период — «Спартак») — гостиница в Одессе, построенная в 1875 году архитектором Ф. В. Гонсиоровским и снесённая в 2008 году. Находилась по адресу ул. Дерибасовская, дом 25. На месте снесённого исторического здания планируется новое строительство.

## История

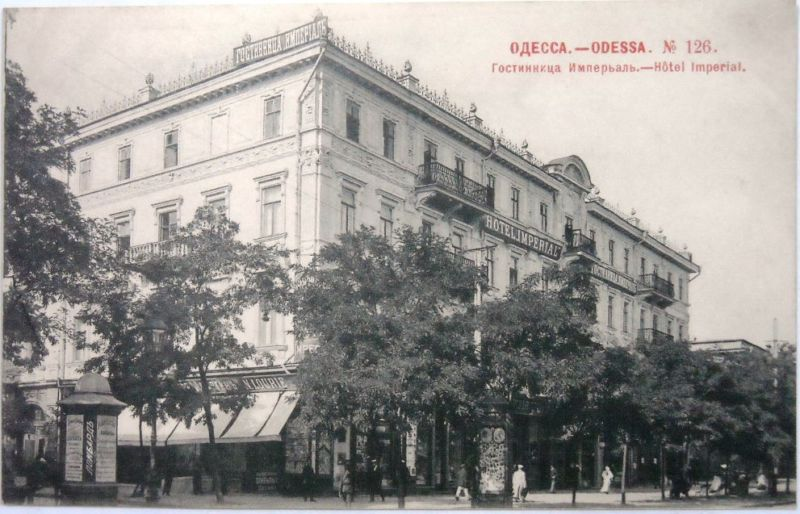
Почтовая открытка 1902 года с изображением здания гостиницы «Империал»

Первые постройки на этом месте возникли в 1810-х годах, тогда это место было частью торговых рядов греческого базара. В 1831 году на месте гостиницы был построен доходный дом. В 1840 году здание было перестроено под гостиницу. В 1875 году одесским архитектором Ф. В. Гонсиоровским было построено то здание гостиницы «Империал», которое просуществовало вплоть до его сноса новым застройщиком — до лета 2008 года. В 1888 году были оборудованы торговые помещения на первом этаже здания. Здание гостиницы являлось памятником архитектуры.
В начале 1920-х годов гостиница была национализирована и передана частным арендаторам. В 1930-х гостиница перешла в собственность к Коммунальному гостиничному тресту и получила название «Спартак».
В гостинице останавливался Михаил Булгаков, когда ставил в Русском театре спектакль по пьесе «Бег».
После Великой Отечественной войны здание гостиницы было реконструировано архитектором Л. Н. Павловской.

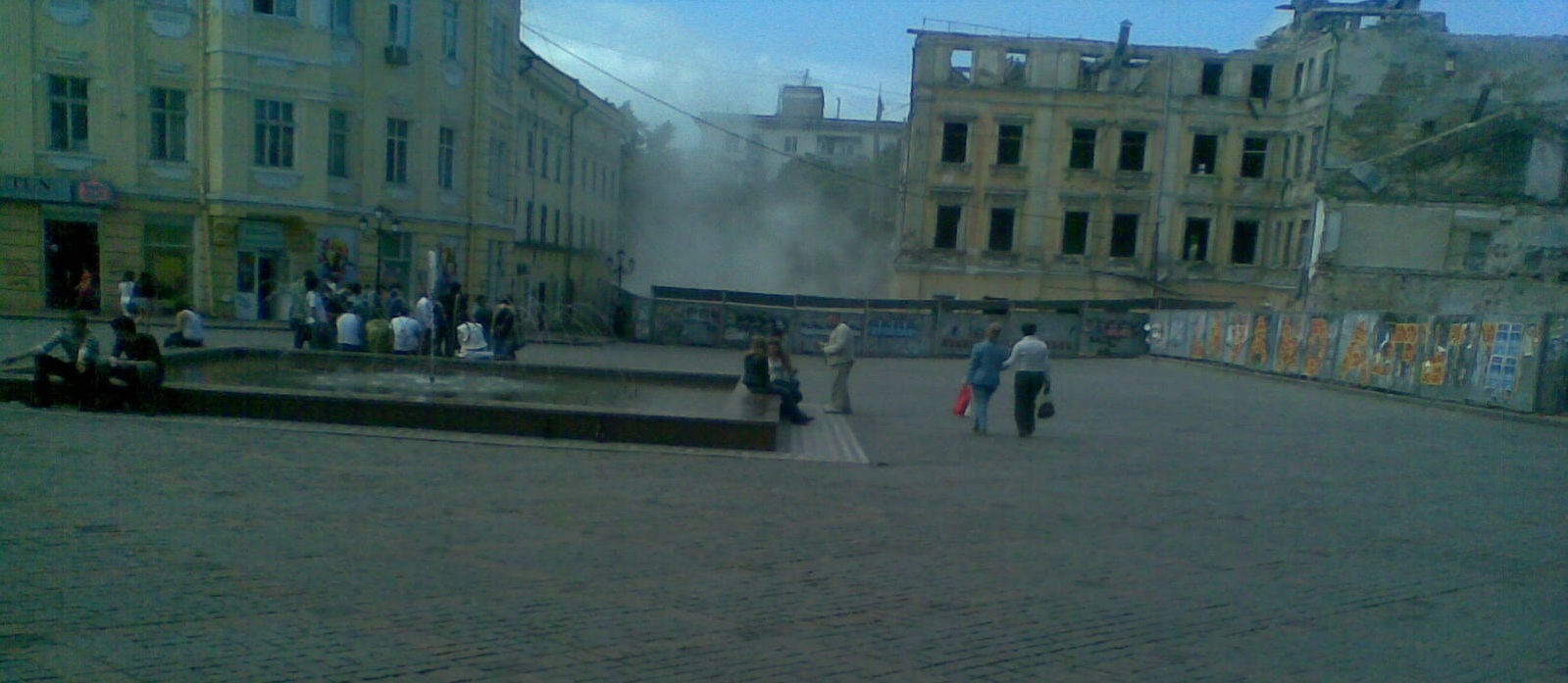
Снос гостиницы «Спартак» в мае 2008 года

Летом 2008 года здание гостиницы «Спартак» было демонтировано.